# Chicago Film Critics Association Awards 2012
Bei den 25. Chicago Film Critics Association Awards ehrten die Filmkritiker am 17. Dezember 2012 die besten Leistungen des Filmjahres 2012.

## Gewinner und Nominierte

### Bester Film
Zero Dark Thirty
- Argo
- Beasts of the Southern Wild
- Lincoln
- The Master

### Beste Regie
Kathryn Bigelow für Zero Dark Thirty
- Ben Affleck für Argo
- Benh Zeitlin für Beasts of the Southern Wild
- Paul Thomas Anderson für The Master
- Steven Spielberg für Lincoln

### Bester Hauptdarsteller
Daniel Day-Lewis in Lincoln
- Denis Lavant in Holy Motors
- Denzel Washington in Flight
- Joaquin Phoenix in The Master
- John Hawkes in The Sessions – Wenn Worte berühren

### Beste Hauptdarstellerin
Jessica Chastain in Zero Dark Thirty
- Emmanuelle Riva in Liebe
- Helen Hunt in The Sessions – Wenn Worte berühren
- Jennifer Lawrence in Silver Linings
- Naomi Watts in The Impossible
- Quvenzhané Wallis in Beasts of the Southern Wild

### Bester Nebendarsteller
Philip Seymour Hoffman in The Master
- Dwight Henry in Beasts of the Southern Wild
- Jason Clarke in Zero Dark Thirty
- Leonardo DiCaprio in Django Unchained
- Tommy Lee Jones in Lincoln

### Beste Nebendarstellerin
Amy Adams in The Master
- Anne Hathaway in Les Misérables
- Emily Blunt in Looper
- Judi Dench in James Bond 007: Skyfall
- Sally Field in Lincoln

### Bestes Originaldrehbuch
Zero Dark Thirty von Mark Boal
- Django Unchained von Quentin Tarantino
- Looper von Rian Johnson
- The Master von Paul Thomas Anderson
- Moonrise Kingdom von Wes Anderson und Roman Coppola

### Bestes adaptiertes Drehbuch
Lincoln von Tony Kushner
- Argo von Chris Terrio
- Beasts of the Southern Wild von Lucy Alibar und Benh Zeitlin
- Silver Linings von David O. Russell
- Vielleicht lieber morgen von Stephen Chbosky

### Bester fremdsprachiger Film
Liebe – Frankreich, Deutschland, Österreich
- Der Geschmack von Rost und Knochen – Frankreich, Belgien
- Holy Motors – Frankreich
- Once Upon a Time in Anatolia – Türkei, Bosnien und Herzegowina
- Ziemlich beste Freunde – Frankreich

### Bester Dokumentarfilm
The Invisible War
- The Central Park Five
- The Queen of Versailles
- Searching for Sugar Man
- West of Memphis

### Bester Animationsfilm
ParaNorman
- Arrietty – Die wundersame Welt der Borger
- Frankenweenie
- Merida – Legende der Highlands
- Ralph reichts

### Beste Kamera
The Master für Mihai Malăimare, Jr.
- James Bond 007: Skyfall für Roger Deakins
- Life of Pi: Schiffbruch mit Tiger für Claudio Miranda
- Lincoln für Janusz Kamiński
- Zero Dark Thirty für Greig Fraser

### Beste Filmmusik
The Master von Jonny Greenwood
- Argo von Alexandre Desplat
- Beasts of the Southern Wild von Dan Romer und Benh Zeitlin
- Moonrise Kingdom von Alexandre Desplat
- Zero Dark Thirty von Alexandre Desplat

### Bestes Szenenbild
Moonrise Kingdom
- Anna Karenina
- Les Misérables
- Lincoln
- The Master

### Bester Schnitt
Zero Dark Thirty für William Goldenberg und Dylan Tichenor
- Argo für William Goldenberg
- Cloud Atlas für Alexander Berner und Claus Wehlisch
- James Bond 007: Skyfall für Stuart Baird
- The Master für Leslie Jones und Peter McNulty

### Vielversprechendste/-r Filmemacher/-in
Benh Zeitlin für Beasts of the Southern Wild
- Colin Trevorrow für Safety Not Guaranteed
- Drew Goddard für The Cabin in the Woods
- Nicholas Jarecki für Arbitrage
- Stephen Chbosky für Vielleicht lieber morgen

### Vielversprechendste/-r Schauspieler/-in
Quvenzhané Wallis in Beasts of the Southern Wild
- Dwight Henry in Beasts of the Southern Wild
- Kara Hayward in Moonrise Kingdom
- Samantha Barks in Les Misérables
- Tom Holland in The Impossible